# Донченко Олесь Васильович
Олесь (Олександр) Васильович Донченко (19 серпня 1902, с. Великі Сорочинці Полтавська область — 12 квітня 1954, м. Лубни Полтавська область) — український радянський поет, прозаїк, казкар.

## Життєпис
Народився у сім'ї вчителя. Дитинство і юність провів у місті Лубни. Закінчив Лубенську чоловічу гімназію та курси позашкільної освіти.
Вірші і п'єси почав писати ще в шкільні роки. Відразу по закінченні гімназії включився в революційні перетворення в Україні: був позашкільним вчителем, районним інспектором політосвіти. Перші вірші було надруковано у 1918 році. В цей неспокійний час він багато їздить по селах, організовує хати-читальні, бібліотеки, драмгуртки, клуби, роз'яснює декрети Радянської влади, читає лекції, виступає зі своїми віршами.

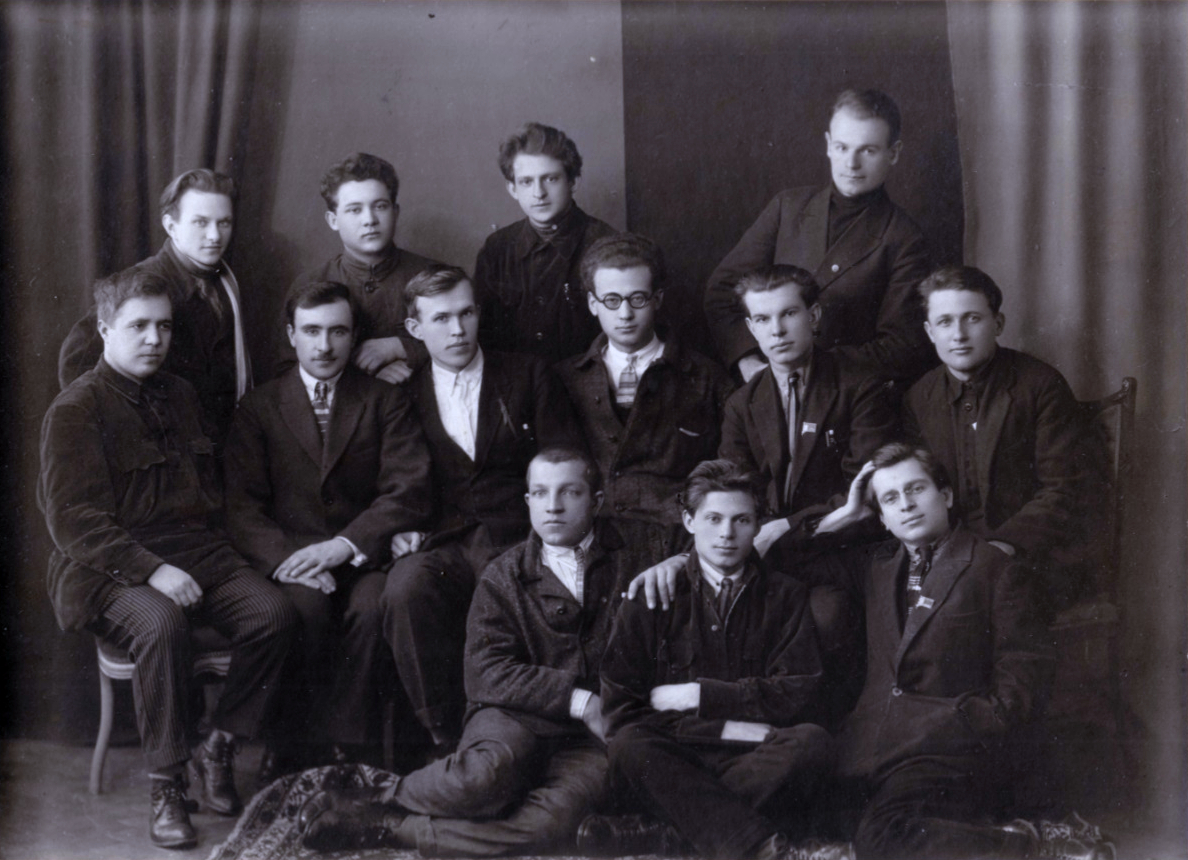
Літературна організація «Молодняк». 1927. Зліва направо: сидять унизу Олексій Кундзіч, Павло Усенко, Петро Голота; в середньому ряду Дмитро Гордієнко, Олесь Донченко, Терень Масенко, Леонід Первомайський, Іван Момот, Марко Кожушний; стоять угорі Іван Ковтун (Юрій Вухналь), Ярослав Гримайло, Борис Даніман (завідувач відділу друку ЦК ЛКСМУ і член редколегії журналу «Молодняк»), Володимир Кузьмич.

В 1924 році записується добровольцем у прикордонні війська, служить в кавалерійському полку, що був розквартирований у Гнівані, а згодом переведений із західного кордону до Проскурова. На військовій службі О. Донченко обіймає посаду старшого полкового вчителя. Водночас він продовжує писати вірші, поеми.
1926 року виходить друком його перша поетична збірка — «Червона писанка». Невдовзі після виходу цієї збірки, восени 1926 року, О. Донченка було відкликано з армії для літературної роботи.
Він оселився в Харкові — тодішній "столиці" України, вступив в організацію літераторів-комсомольців «Молодняк», Пролітфронт, ВУСПП і цілком присвятив себе письменництву, працюючи у відділі дитячої літератури Державного видавництва України.
За чотири роки, з 1927-го по 1931-й, О. Донченко видав понад тридцять книжок своїх віршів і казок для маленьких читачів, згодом перейшов до прози — оповідань і повістей, теж здебільшого призначених для дітей і юнацтва.
В роки Другої світової війни О. Донченко, який не потрапив до армії за станом здоров'я, був евакуйований разом з родиною до Казахстану, де працював кореспондентом газети «Угольная магистраль».
По війні повернувся до Харкова, а згодом оселився в місті своєї молодості — Лубнах, де й провів останні роки свого життя.

## Твори
Романи:
- «Зоряна фортеця», (1933)
- «Море відступає» (1934)
- «Карборундовий камінь» (1946)
- «Золота медаль» (1954)

Повісті:
- «Золотий павучок» (1928) — у травні 1939 всі тиражі книжки вилучені: «герої цієї повісті вихваляються за те, що вони не проявили достатньої пильності в боротьбі з ворогом. Ця книжка шкідлива тому, що вона не мобілізує увагу читача на піднесення революційної пильності»[4]
- «Дим над яругами» (1929)
- «Дві весни» (1931)
- «Оаза в степу» (1932)
- «Море відступає» (1934)
- «Розвідувачі нетрів» (1934)
- «Родина Мартинових» (1934)
- «Батьківщина» (1936)
- «Школа над морем» (1937)
- «Лукія», повість (1939)
- «Карафуто» (1940)
- «Підводний корабель» (1941)
- «Серце беркута» (1945)
- «Лісничиха» (1947)
- «Повість про новий дім» (1947)
- «Заповітне слово» (1949)
- «Шахта в степу» (1949)
- «Юрко Васюта» (1950)

та інші.
Збірки оповідань:
- «Сурми» (1928)
- «Галаганчик» (1936)
- «Пісня жайворонка» (1947)
- «Секрет» (1947)
- «Дочка» (1950)
- Карафуто (1958)

та інші.
Загалом Олесь Донченко видав близько ста книжок для дітей та юнацтва.

## Кінематографічні роботи
Автор сценаріїв мультфільмів:
- «Тук-Тук та його приятель Жук» (1935)
- «Жук в зоопарку» (1936).

## Вшанування пам'яті
Бібліотека імені Олеся Донченка для дітей у місті Київ